# George Morland

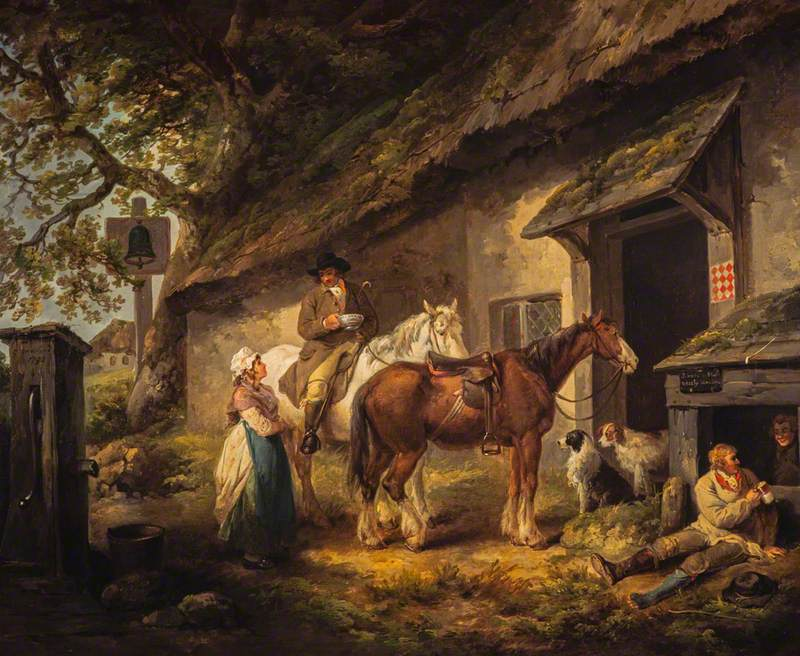
The Public House Door, 1792. National Galleries of Scotland

George Morland (* 26. Juni 1763 in London; † 29. Oktober 1804 in London) war ein englischer Maler, der vor allem für seine Darstellungen des ländlichen Lebens und seine Genrebilder bekannt ist. Seine Werke gelten als bedeutend für die englische Malerei des späten 18. Jahrhunderts und spiegeln häufig das Alltagsleben der unteren Bevölkerungsschichten wider.

## Leben

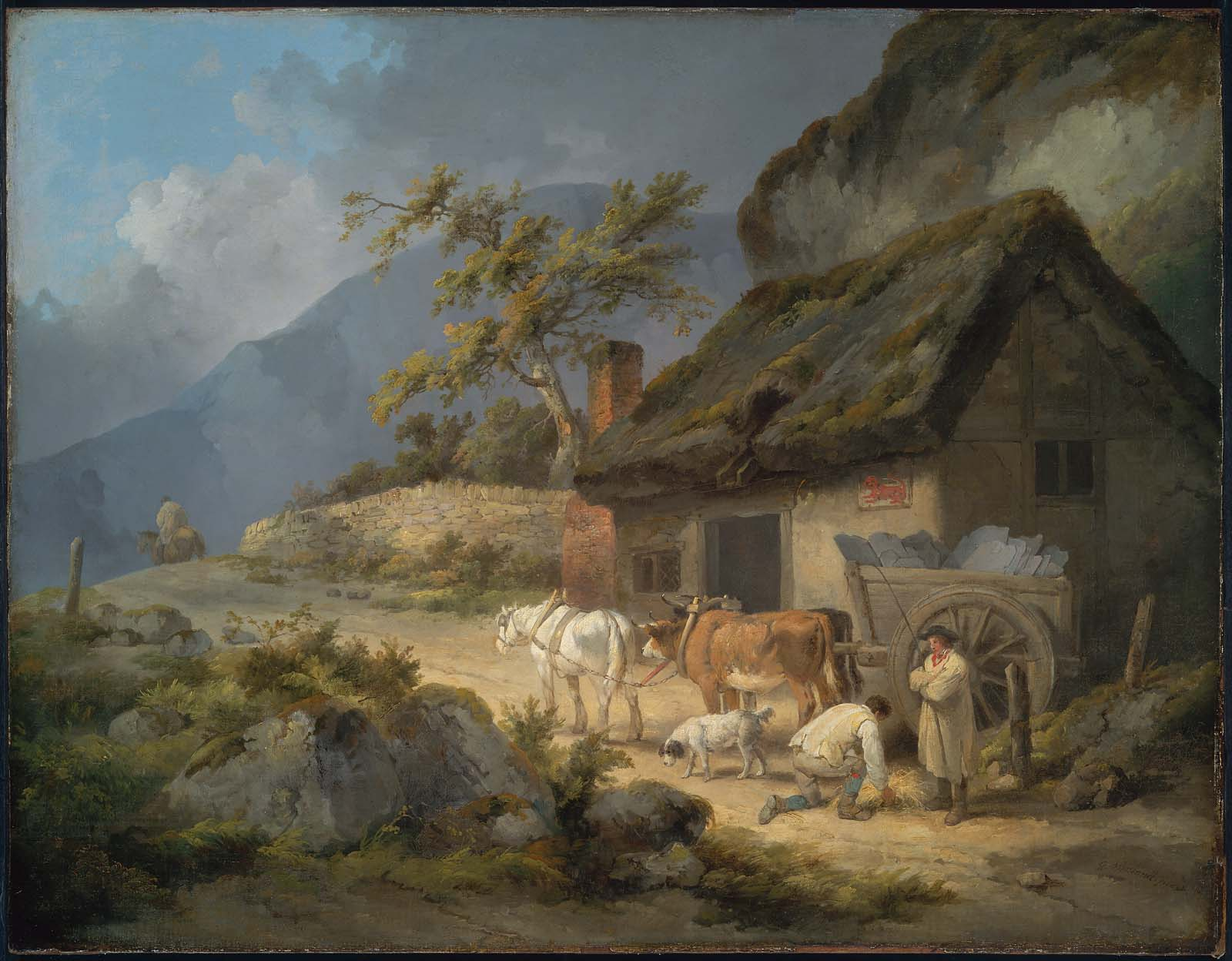
Carters with a Load of Slate (Fuhrleute mit einer Ladung Schiefer) ca. 1790. Museum of Fine Arts, Boston

George Morland wurde als Sohn des Malers Henry Robert Morland, der auch als Händler, Fälscher und Restaurator tätig war, und dessen Frau Maria Morland (geb. Beaufort) in London geboren. Bereits in jungen Jahren zeigte er künstlerisches Talent und erhielt seine Ausbildung zunächst bei seinem Vater, der ihn in die Techniken der Malerei einführte. Sein Vater kontrollierte seine frühen Werke und nutzte sie häufig für kommerzielle Zwecke, was dazu führte, dass George frühzeitig unter großem Druck arbeitete. Bereits im Alter von zehn Jahren stellte Morland Arbeiten in der Royal Academy aus.
Mit Anfang zwanzig befreite sich George Morland von der Kontrolle seines Vaters und begann, selbständig zu arbeiten. In dieser Zeit begann er, sich auf ländliche Motive zu spezialisieren, darunter Szenen aus dem bäuerlichen Leben, Tierdarstellungen und Landschaften, die oft humoristische oder alltägliche Bezüge aufweisen. Zu seinen bekanntesten Werken gehören Darstellungen von ländlichen Tavernen, Schmieden und Gasthäusern, die er oft in einer warmen und detaillierten Weise ausführte.
George Morland war bekannt für seinen exzessiven Lebensstil, der von Alkoholkonsum und Spielsucht geprägt war. Dieser Lebensstil führte zu finanziellen Problemen und einer Verschlechterung seiner Gesundheit. Trotz seiner Erfolge starb Morland am 29. Oktober 1804 in London in Armut und schlechtem Gesundheitszustand im Alter von nur 41 Jahren.

## Werk

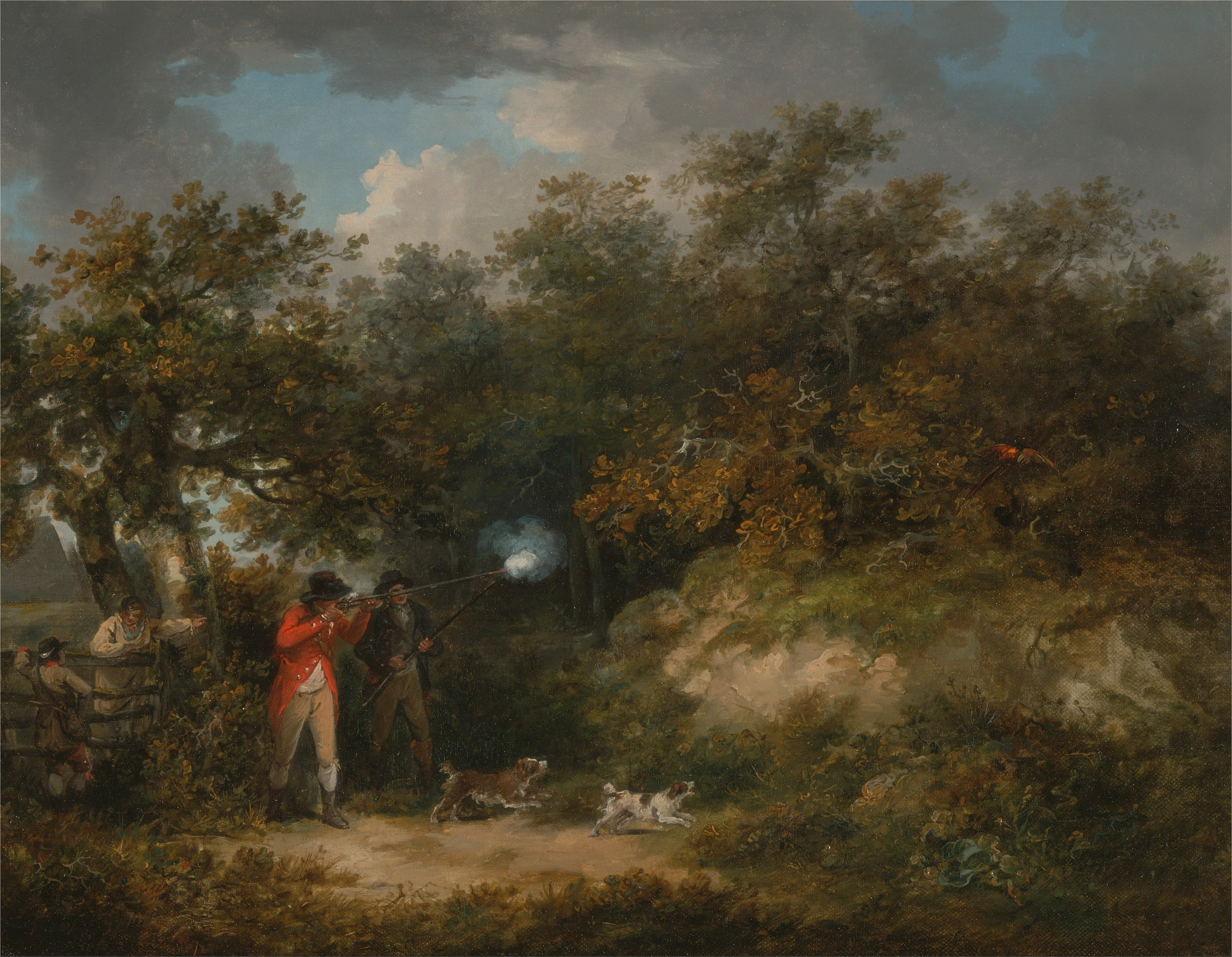
Pheasant hunting (Fasanenjagd) ca. 1790. Yale Center for British Art, New Haven, Connecticut

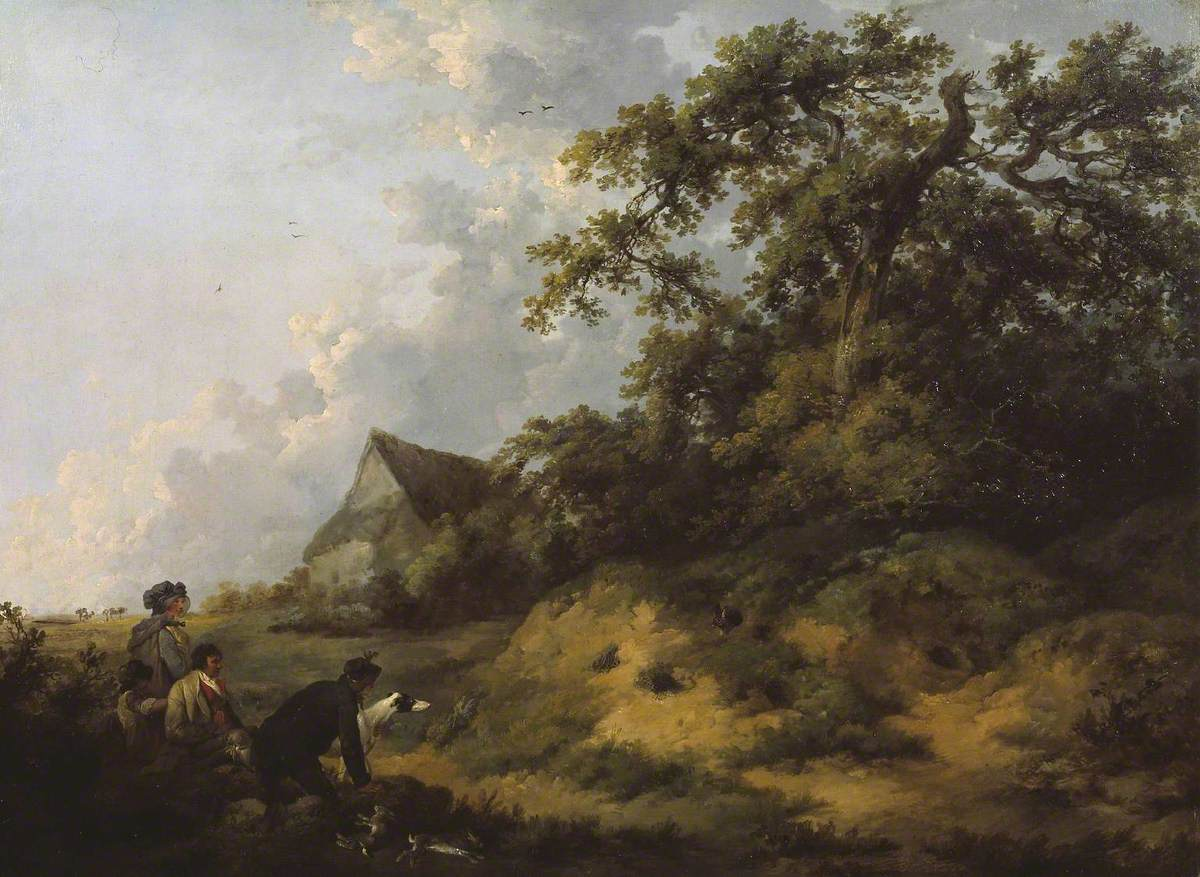
Kaninchenjagd, 1792. National Gallery, London

George Morlands Werke zeichnen sich durch einen schnellen Pinselstrich aus, der seine Szenen sehr lebendig erscheinen lässt. Zu seinen bekanntesten Gemälden gehören The Last Rest (1791) und The Farmer’s Stable (1796). Die Qualität seiner Werke ist uneinheitlich, aber in seiner besten Zeit zeigte er eine lebhafte Technik und ein sicheres Gespür für den Ton. Seine Gemälde erfreuten sich großer Beliebtheit und wurden oft nachgeahmt und gefälscht; zahlreiche Stiche wurden nach seinen Werken angefertigt, einige davon von seinem Schwager William Ward. Obwohl seine Werke zu seiner Zeit populär waren, wurde Morlands Einfluss später oft unterschätzt. In den letzten Jahren wird er jedoch zunehmend als wichtiger Vertreter der englischen Genre- und Landschaftsmalerei des späten 18. Jahrhunderts anerkannt.